# Walentin Rasputin
Walentin Grigorjewicz Rasputin, ros. Валентин Григорьевич Распутин (ur. 15 marca 1937 w Ust´-Uda, zm. 14 marca 2015 w Moskwie) – pisarz radziecki i rosyjski. W swych dziełach podejmował tematykę życia wiejskiego. Urodził się i dużą część życia przeżył w obwodzie irkuckim na Syberii Wschodniej.

## Twórczość

### Powieści
- 1966 – Kraj wozlje camogo nieba (ros. Край возле самого неба)
- 1967 – Czelowiek z etogo swieta (ros. Человек с этого света)
- 1967 – Pieniądze dla Marii (ros. Деньги для Марии)
- 1970 – W ostatnią godzinę (ros. Последний срок) – w Polsce wydana po raz pierwszy w 1974 przez Wydawnictwo Czytelnik, Warszawa; polskie tłumaczenie Tadeusz Gosk
- 1974 – Żyj i pamiętaj (ros. Живи и помни) – w Polsce wydana po raz pierwszy w 1977 przez Wydawnictwo Czytelnik, Warszawa; polskie tłumaczenie Jerzy Pański
- 1976 – Pożegnanie z Matiorą (ros. Прощание с Матёрой) – w Polsce wydana po raz pierwszy w 1979 przez PIW, Warszawa; polskie tłumaczenie Jerzy Litwiniuk
- 1985 – Pożar (ros. Пожар)
- 2004 – Docz Iwana, mać Iwana (ros. Дочь Ивана, мать Ивана)

### Nowele i opowiadania
- 1973 – Uroki francuzskogo (ros. Уроки французского)
- 1981 – Natasza (ros. Наташа)
- 1981 – Szto pieriedać woronie (ros. Что передать вороне)
- 1981 – Wiek żywi – wiek ljubi (ros. Век живи – век люби)
- 1995 – W tu że zjemlju (ros. В ту же землю)
- Rudol'fio (ros. Рудольфио)
- Prodajotsja miedwieżja szkura (ros. Продаётся медвежья шкура)
- Wasilij i Wasilisa (ros. Василий и Василиса)

### Szkice
- 1991 – Sibir', sibir' (ros. Сибирь, Сибирь)
- 1995 – Wniz po Lenie-riekie (ros. Вниз по Лене-реке)

### Cykl opowiadań o Sieni Pozdniakowie (ros.Цикл рассказов о Сене Позднякове)
- 1994 – Sienia jediet (ros. Сеня едет)
- 1996 – Pominnyj dień (ros. Поминный день)
- 1997 – Wieczerom (ros. Вечером)
- 1997 – Nieżdanno-niegadanno (ros. Нежданно-негаданно)
- 1998 – Po-sosiedski (ros. По-соседски)